# Zwei-Vlies-Verfahren
Das Zwei-Vlies-Verfahren ist ein mechanisches Verfahren zur Herstellung von Nadelfilz, einem Vliesstoff vornehmlich für gemusterte Bodenbeläge. Bei der speziellen Herstellung wird durch musterbildende Nadeln ein andersfarbiges Vlies (Sekundärvlies) an die Oberfläche des Bodenbelags gezogen. Die verschiedenfarbigen Vliese werden übereinander geschichtet.
Allerdings ist der Aufwand groß, da hierfür spezielle Maschinen benötigt werden. Außerdem können mit diesem Verfahren nur zweifarbige Nadelfilze produziert werden. Ein weiterer Nachteil besteht darin, dass der Hersteller auf die durch die Nadelfilzmaschine vorgegebenen Mustermöglichkeiten beschränkt ist.